# Willoughby Weiss
Pour les articles homonymes, voir Weiss.

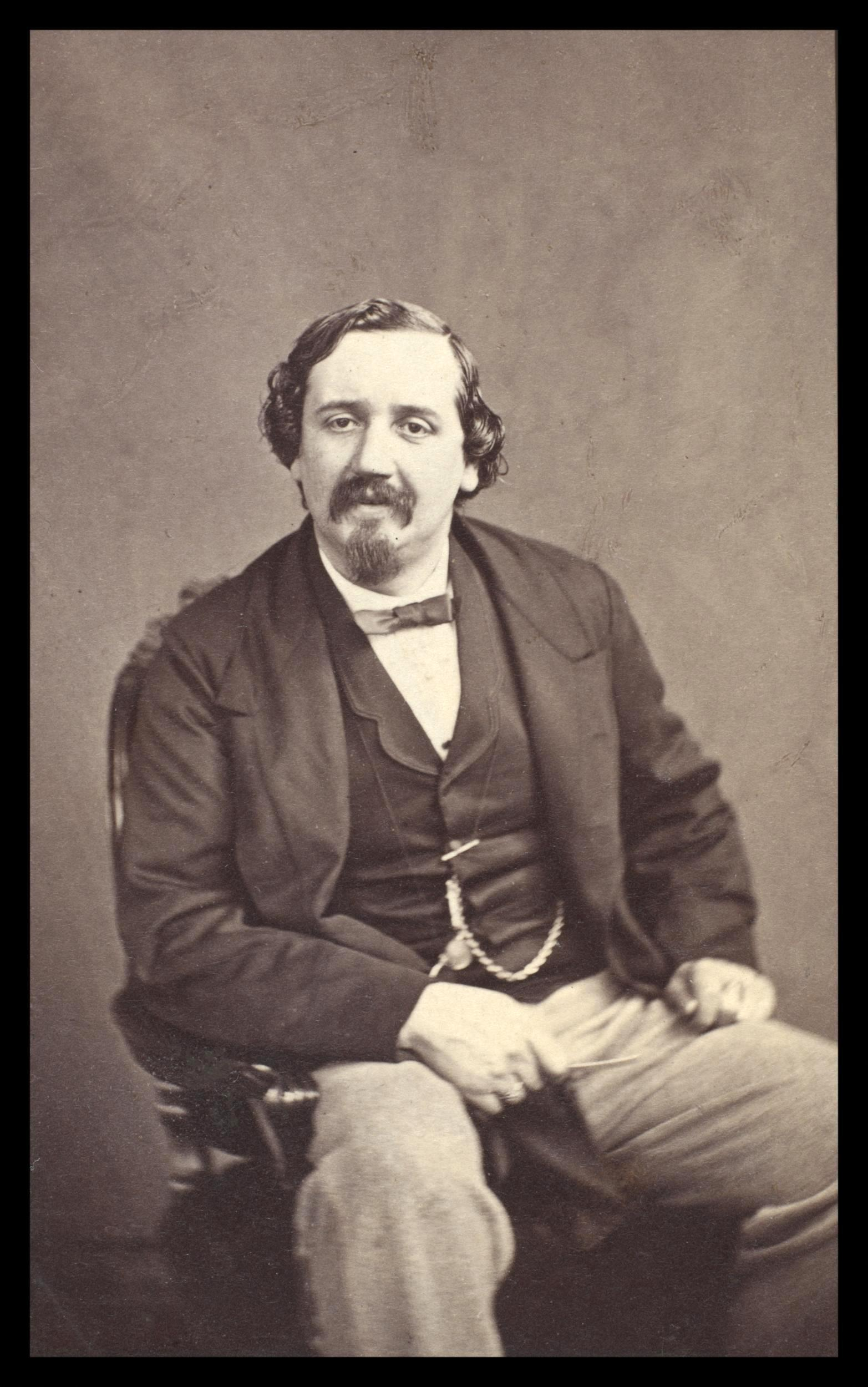
Willoughby Weiss vers 1860

Willoughby Hunter Weiss, né le 2 avril 1820 à Liverpool et mort le 24 octobre 1867 à Londres, est un compositeur anglais, chanteur d'oratorio et d'opéra. Il est l'un des chanteurs basse les plus célèbres du XIXe siècle et crée de nombreuses œuvres en anglais.

## Biographie
Né à Liverpool, fils de Willoughby Gaspard Weiss esq., professeur de flûte et éditeur de musique. Il étudie auprès de George Thomas Smart et Michael William Balfe.
Weiss fait ses débuts sur scène à Dublin en 1842 dans le rôle d'Oroveso dans Norma de Vincenzo Bellini et à Londres au Shaftesbury Theatre cette fois dans le rôle du comte Rodolfo dans La sonnambula. Henry Chorley (en) le voit en Oroveso dans une version en anglais de Norma au Princess's Theatre (en) de Londres en face d'Adelaide Sartoris et note : « il chante bien et ressemble à une girafe ». En 1845 il épouse Georgina Ansell Barrett ; Mme Georgina Weiss (1826–1880) est une soprano qui se produit souvent avec son mari et fait ses débuts sur scène à Drury Lane en 1847.
Il paraît en 1846 à Drury Lane en Don Juanito en face d'Anna Bishop (en) dans la première de l'opéra Loretta:A Tale of Seville de Lewis Henry Lavenu. En 1847, il y soutient Sims Reeves à ses débuts dans le rôle principal (Edgardo) de Lucia di Lammermoor (avec Dorus Gras et Henry Whitworth) dirigé par Hector Berlioz, dans la compagnie de Louis Antoine Jullien : peu après, Reeves et Weiss chantent de nouveau ensemble à la première de l'opéra Maid of Honour de Balfe,.
En 1854, il met en musique le poème The Village Blacksmith de Henry Wadsworth Longfellow qui lui rapporte une considérable fortune. Cette année-là, Weiss fait partie de la compagnie de Jarrett au Drury Lane avec Reeves, Agnes Büry, Mme Rudersdorff, Louisa Pyne et d'autres pendant une saison où sont donnés Lucia, Fra Diavolo, La sonnambula, Die Entführung aus dem Serail et Masaniello. Le jour du Nouvel An 1856, avec Reeves, Novello et Lewis Thomas, il donne une représentation de l'opéra Joseph (1807) de Méhul (avec livret édulcoré) au château de Windsor. Reeves, Clara Novello, Mme Sainton-Dolby et Weiss interprètent la première de la cantate The May Queen de William Sterndale Bennett à la création du festival de Leeds en 1858. En janvier 1861, il chante le Messiah à la cathédrale Saint-Paul de Londres, premier oratorio à y être entendu, avec Reeves, Helen Lemmens-Sherrington et Mrs Lockey.
Son compatriote de Liverpool Charles Santley (en), qui chante souvent avec lui (parle d'une « position bien méritée comme la principale basse (anglaise) de son temps »), l'appelle « un beau et élégant garçon, d'environ six pieds deux de taille, mince dans sa jeunesse ». Weiss est baryton principal dans la compagnie d'opéra Pyne et Harrison à Covent Garden à la fin des années 1850-début des années 1860.
Santley et Weiss donnent de fameuses interprétations du duo de Haendel The Lord is a Man of War extrait d'Israël en Égypte, peut-être pour la première fois lors de l'inauguration de l'hôtel de ville de Leeds par la reine Victoria en 1858. Lors du festival du centenaire de Haendel au Crystal Palace en 1859, il est la basse soliste avec Mmes Novello, Sainton-Dolby, Sims Reeves et Giovanni Belletti dans le Messie, Israël en Égypte et Judas Maccabaeus. Peu avant sa mort prématurée, Weiss interprète un vaste programme de musique sacrée comprenant un Elia intégral au festival de Hereford et de nouveau un Elia et l'oratorio Paulus de Felix Mendelssohn au festival de Birmingham.